# Большая тигровая рыба
Большая тигровая рыба, или гигантский гидроцин (лат. Hydrocynus goliath), местное название мбенга — вид крупных хищных лучепёрых рыб семейства африканских тетр из Центральной Африки.

## Ареал
Встречается в Африке — в бассейне реки Конго, реках Луалаба, озёрах Упемба и Танганьика.

## Описание
Достигает 1,33 м длины и массы 50 кг. Хищник, имеет 32 зуба, напоминающие клыки. Рыба популярна как объект спортивной рыбалки в Африке.
Известна в аквариумистике. Её содержат в выставочных аквариумах с укрытиями и мощной фильтрацией.
Температура воды 23—26 °C, рН воды — 6,5—7,5.